# موسیقی بیت
موسیقی بیت (انگلیسی: Beat music)، بیتِ بریتانیایی یا مرسی‌بیت (به انگلیسی: Merseybeat) گونه‌ای از موسیقی پاپ و راک است که اوایل دهه ۱۹۶۰ در بریتانیا پاگرفت. این سبک اساساً تلفیقی از سبک‌های راک اند رول (مشخصا شیوهٔ گیتارنوازی چاک بری و ضرب معتدلِ بادی هالی)، دو-وپ، اسکیفل و ریتم اند بلوز بود، و گروه‌های مشهوری همچون بیتلز، دیو کلارک فایو، هو، کینکس و دیگران با بهره‌گیری از آن جنبش موسوم به استیلای بریتانیایی را رقم زدند.
موسیقی بیت تأثیری عمده بر جریان موسیقی پاپ و راک گذاشت چنان‌که گروه‌های موسیقی بیت تثبیت‌کنندهٔ قالب و شاکلهٔ امروزین یک «گروه راک» متشکل از گیتار لید، گیتار ریتم، گیتار بیس و درام به‌شمار می‌روند.